# パヴェル・ノヴィー
パヴェル・ノヴィー（Pavel Nový、1948年9月5日 - ）は、チェコスロバキア・プルゼニ生まれの男性俳優。

## 来歴
1960年代からチェコスロヴァキアで映画に出演している。ヤン・シュヴァンクマイエル監督の長編作品の常連として知られている。

## 疾患
2007年9月6日ノヴィーは感染した蚊に刺された後、ウエストナイル熱に感染した。入院後、クラドルビーのリハビリセンターで5ヶ月間過ごし、2008年4月10日に退院した。松葉杖だけを持って帰宅した。

## 出演作
- 悦楽共犯者 Spiklenci slasti (1996年)
- オテサーネク 妄想の子供 Otesánek (2000年)
- ルナシー Sílení (2005年)